# 八区街道
八区街道是中华人民共和国吉林省白城市通榆县下辖的一个街道办事处。

## 行政区划
八区街道下辖以下村级行政区划单位：
团结社区、开通社区和兴华社区。